# Euloer Bruch
Das Naturschutzgebiet Euloer Bruch liegt auf dem Gebiet der Stadt Forst (Lausitz) im Landkreis Spree-Neiße in Brandenburg.
Das Gebiet mit der Kenn-Nummer 1317 wurde mit Verordnung vom 26. März 1981 unter Naturschutz gestellt. Das 79,85 ha große Naturschutzgebiet erstreckt sich westlich von Eulo, einem Wohnplatz und von Horno, einem Ortsteil der Stadt Forst (Lausitz). Östlich des Gebietes verlaufen die B 112 und die Staatsgrenze zu Polen.